# Posição anatômica de referência

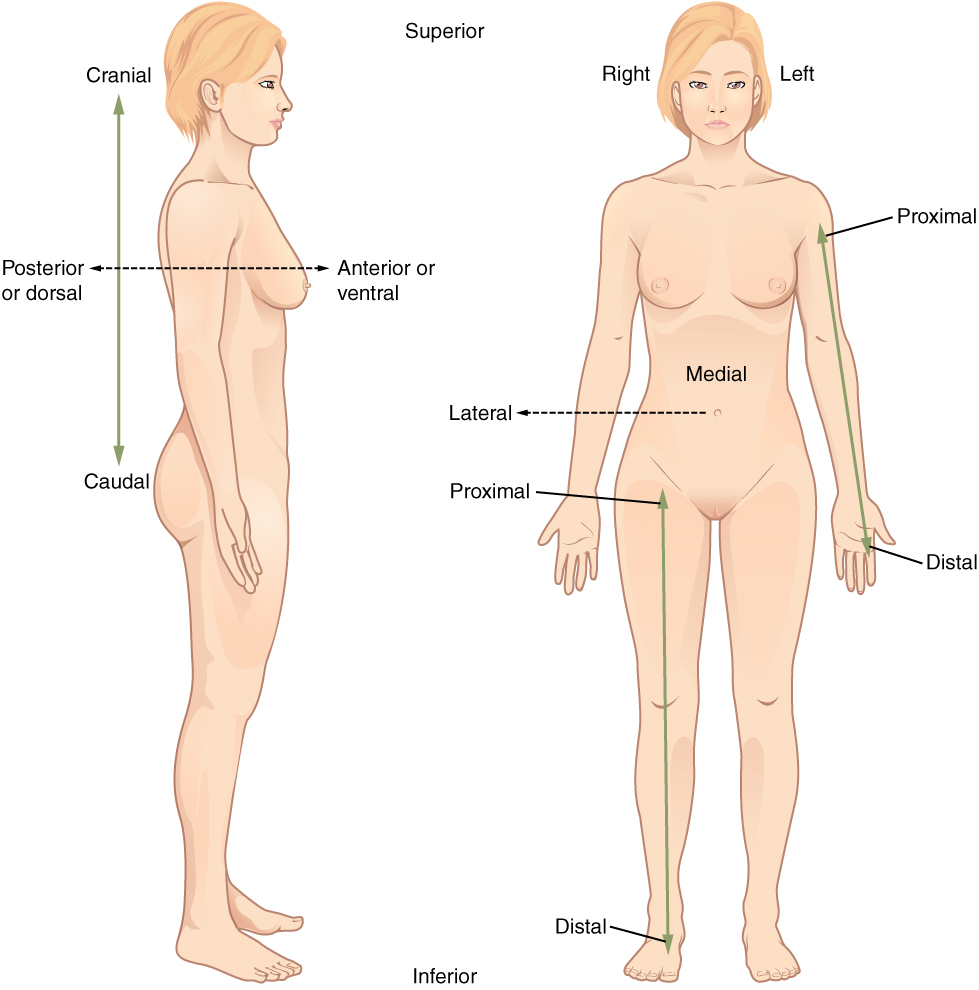
Posição anatómica de referência com os termos de localização relativa.

A posição anatômica de referência (português brasileiro) ou posição anatómica de referência (português europeu) é uma convenção adotada em anatomia para descrever as posições espaciais dos órgãos, ossos e demais componentes do corpo humano. Na posição anatômica, o individuo deverá estar em pé (posição bípede), com a face voltada para frente (olhar para o horizonte), membros superiores estendidos e aplicados ao tronco com as palmas das mãos voltadas para frente, assim como os membros inferiores unidos e com as pontas do dedos voltadas para frente. 

## Em outros seres vivos
Como os animais podem alterar a orientação no que diz respeito ao seu ambiente, e porque os apêndices (braços,pernas, tentáculos, etc.) podem mudar de posição em relação ao corpo principal, é importante que os termos anatômicos de localização se refiram ao organismo, quando ele está na sua posição anatômica padrão.